# 中道町 (名古屋市)
中道町（なかみちちょう）は、愛知県名古屋市千種区の地名。

## 歴史

### 沿革
- 1935年（昭和10年）11月5日 - 東区千種町の一部により同区中道町として成立する[2]。
- 1936年（昭和11年）5月1日 - 千種町の一部を編入する[2]。
- 1937年（昭和12年）10月1日 - 千種区編入に伴い、同区中道町となる[2]。
- 1979年（昭和54年）5月5日 - 道路部分を除く全域が千種三丁目に編入される[2]。